# Pegasus (I Cavalieri dello zodiaco)
(Colpo principale di Pegasus nella versione originale e nell'adattamento italiano dell'anime)
Seiya di Pegasus (天馬星座の星矢?, Pegasus no Seiya) è un personaggio immaginario, protagonista del manga Saint Seiya - I Cavalieri dello zodiaco di Masami Kurumada e dei rispettivi adattamenti televisivi (la serie televisiva degli anni '80 e la trilogia di serie OAV degli anni 2000) e dei sei film d'animazione da esso tratti. Appare anche in dei ruoli brevi in tutte le altre serie del franchising.
È il Cavaliere di bronzo appartenente alla costellazione del Pegaso nonché leader dei Cavalieri di bronzo protagonisti; nella serie Omega e in Next Dimension è stato promosso a Cavaliere d'oro del Sagittario come successore di Aiolos.
Nelle traduzioni dei manga e nell'adattamento Dynamic dei primi quattro film viene chiamato Seiya di Pegasus, nome fedele a quello originale, nel quale "Seiya" in giapponese significa "Freccia del Cielo", ovvero "Stella Cadente". Spesso nella versione originale anche i suoi nemici si rivolgono a lui con il nome della sua costellazione (Pegasus), diventato nell'adattamento italiano dell'anime classico il suo nome proprio.

## Creazione e concezione
Il personaggio di Pegasus è stato creato utilizzando il metodo Osamu Tezuka, difatti condivide (come altri protagonisti dei manga dello stesso autore) l'aspetto fisico con il protagonista del primo manga di successo di Kurumada: Ryuji Takane di Ring ni kakero. Tale aspetto è stato recentemente ripreso anche per il precedente Cavaliere della sua costellazione, Tenma (presentato come sua vita precedente) in Next Dimension dove appare molto simile, mentre in Lost Canvas è alquanto diverso, sia nell'aspetto (è disegnato con uno stile misto al manga classico e alla serie animata) e sia nel comportamento.
Inizialmente il nome del personaggio doveva essere Rin (visto che la serie doveva intitolarsi Ginga no Rin, ossia Rin della Via Lattea). Con il mutamento del titolo della serie in Sei Senshi, il nome divenne Seiya, scritto inizialmente con l'ideogramma santo (聖?) e non stella (星?), come poi avvenne.

## Il personaggio

### Aspetto e personalità
A livello caratteriale Seiya risponde ai canoni dei protagonisti degli anime e manga giapponesi: risulta infatti testardo, caparbio, impulsivo e ottimista e, sebbene risulti meno intuitivo o riflessivo dei compagni, per sorte o forza di carattere è sempre l'ultimo ad arrendersi e a sconfiggere il nemico finale di ogni serie. Il personaggio stesso ha affermato (nel romanzo Gigantomachia) di non essere portato per la cultura o interessato a essa.
Tende a essere un po' sbruffone (soprattutto all'inizio di ogni avventura) ma con il passare del tempo prende sempre più seriamente il suo ruolo di Cavaliere a protezione della dea Atena, alla quale si vota completamente: all'inizio il suo unico obiettivo è quello di indossare l'armatura per uno scopo personale, trovare la sorella da cui è stato separato e di cui si è persa ogni traccia, ma in seguito si mette al servizio di Atena (sebbene nel manga inizialmente rifiuti di riconoscerne l'autorità) anteponendo a ogni altra cosa la salvezza della dea, che rappresenta la giustizia e la salvezza dell'umanità.
Fisicamente è un ragazzo dal fisico allenato con i capelli e gli occhi castani (sebbene nelle copertine del manga appaiano tendenti al rosso); solitamente, specie nell'anime, veste con una t-shirt rossa con le maniche rimboccate a livello delle spalle, un paio di jeans azzurri e delle scarpe da ginnastica di tela bianca (nel manga si può vedere su di esse il disegno di una stella e una freccia, in riferimento al suo nome originale).

## Storia (serie classica, Next Dimension, Omega)

### I Cavalieri dello zodiaco
Rimasto orfano e separato dalla sorella Seika all'età di sei anni, dopo essere stato adottato da Mitsumasa Kido Seiya viene mandato in Grecia per i successivi sei anni con l'obiettivo di diventare Cavaliere di Atena e di riportare l'armatura di Pegasus in Giappone. A fargli da istruttrice è Castalia, che, sia per l'età sia perché è anch'ella giapponese, per un certo periodo pensa possa essere sua sorella. Al termine dell'addestramento si cimenta nell'ultima prova prima della conquista dell'ambita armatura di bronzo, che consiste in un duello mortale contro Cassios, suo malvagio compagno di allenamenti.
Dopo la vittoria Pegasus ritorna a Tokyo e partecipa alla Galaxian War organizzata da Lady Isabel per vincere l'armatura d'oro del Sagittario, ma soprattutto per potere rintracciare la sorella: al torneo affronta prima Gerki dell'Orsa Minore e poi Sirio il Dragone in uno scontro sanguinosissimo, ma il torneo non si conclude a causa dell'arrivo di Ikki di Phoenix e dei Cavalieri neri che rubano la sacra armatura d'oro. Pegasus guida i suoi compagni (lo stesso Sirio, Cristal il Cigno e Shun di Andromeda) nella riconquista dei pezzi della sacra armatura: negli scontri che seguono sconfigge prima la sua controparte, Black Pegasus, e poi Phoenix con l'aiuto dei suoi compagni.
Dopo la scomparsa di Phoenix, Pegasus e i suoi compagni affrontano i sicari del Grande Sacerdote (tra cui i Cavalieri d'Argento), inviati da quest'ultimo per ucciderli in quanto colpevoli di avere usato le proprie armature per scopi personali e per recuperare l'armatura del Sagittario. In questo frangente Pegasus si cimenta in duri scontri con i cavalieri d'argento Misty della Lucertola, Moses della Balena, Jamian del Corvo, Aracne della Tarantola (solo nell'anime), Argeti di Eracle, Dio della Mosca, Sirius del Cane Maggiore e Tramy della Freccia sconfiggendoli. Durante lo scontro, in un bosco di Tokyo, contro Aiolia del Leone, Pegasus e i suoi compagni scoprono che Lady Isabel è la reincarnazione della dea Atena (nel manga lo scoprono in un'occasione precedente) e che il Grande Sacerdote Arles provò a ucciderla tredici anni prima, quando era ancora in fasce, ma la piccola fu salvata dal Cavaliere del Sagittario Micene, che la affidò al miliardario Mitsumasa Kido.
Pegasus e i suoi compagni, ai quali si aggiungerà anche Phoenix, si recano al Santuario in Grecia per sconfiggere il Grande Sacerdote. Atena viene però ferita da una freccia di Tramy e per salvarla i Cavalieri devono attraversare in dodici ore le dodici case dello zodiaco, per poi giungere alle stanze di Arles e usare lo scudo della statua di Atena per distruggere la freccia. Pegasus affronta in principio Aldebaran del Toro alla seconda casa, che lo atterra con estrema facilità facendolo sprofondare privo di sensi nei sotterranei della casa. In un limbo tra la vita e la morte gli appaiono le figure di Atena, che lo esorta a mantenere la sua promessa di Cavaliere, e di Castalia, la quale gli rivela che riuscirà nell'incredibile impresa di sconfiggere Toro. Rivolgendo al passato i suoi pensieri rivede sé stesso anni addietro in un duro allenamento, durante il quale giunge sul punto di intuire i colpi che Castalia gli rivolge. Nuovamente convinto delle sue potenzialità e ritemprato nello spirito e nel corpo riemerge dalle viscere della terra davanti a uno stupefatto Toro, affrontandolo con rinnovato vigore e battendolo grazie all'acquisizione del Settimo senso. Nella quinta casa incontra l'amico Ioria, la cui mente è stata però manipolata da una tecnica del Gran Sacerdote: dopo un durissimo duello, durante il quale morirà il suo amico-rivale Cassios (deciso a sacrificarsi al posto di Pegasus poiché conscio dell'amore di Tisifone, a sua volta amata da Cassios stesso, per il cavaliere di Tokyo), il cavaliere d'oro si libererà dal controllo mentale del Sacerdote e Pegasus potrà proseguire.
Infine, dopo avere superato le restanti case grazie al sacrificio dei suoi compagni, in cima al Grande Tempio si scontra direttamente contro il Grande Sacerdote, che si rivelerà essere Saga dei Gemelli; durante lo scontro Pegasus, nonostante la netta inferiorità, riesce a usare lo scudo di Atena e a distruggere la freccia grazie all'intervento provvidenziale di Phoenix. Atena, risvegliatasi, riporta in vita i tre cavalieri deceduti e, scortata da tutti i cavalieri presenti al Grande Tempio, giunge in soccorso di Pegasus sconfiggendo, dopo un inutile tentativo di pace, Gemini (che si suicida davanti a Atena).
Nella saga di Asgard, presente solo nell'anime, Pegasus e i suoi compagni affrontano Hilda di Polaris, sacerdotessa del dio Odino resa malvagia dall'Anello del Nibelungo e da questo spinta a follie espansionistiche contro le terre a sud. Raggiunto il gelido regno del nord, Pegasus affronta prima il possente Thor, sconfiggendolo in un duro scontro e recuperando lo zaffiro da lui custodito, poi l'astuto Alberich, il quale lo imprigiona con l'inganno in una teca di ametista dalla quale verrà liberato da Sirio, e infine Siegfried, il più forte dei cavalieri del nord, riuscendo a colpirlo nel suo unico punto debole; durante questa impresa unirà il suo cosmo con quello dei suoi compagni come nello scontro con Gemini. Alla fine della serie riesce a liberare Hilda dalla maledizione dell'anello indossando l'armatura del dio Odino e brandendo la sacra spada Balmung, ma poco dopo Atena viene rapita dal dio Nettuno, la vera mente dietro la possessione di Hilda.
Nella saga di Nettuno, ambientata nel regno sottomarino di quest'ultimo, Pegasus affronta prima Baian di Sea Horse, Generale dell'oceano Pacifico settentrionale, sconfiggendolo dopo uno scontro non facile e abbattendo la colonna da lui protetta, per poi dirigersi verso il Tempio di Nettuno. Nello scontro decisivo contro il dio dei mari ottiene il supporto dell'armatura del Sagittario e, insieme ai suoi compagni, alla fine riesce a salvare Atena, prigioniera nella colonna portante del regno sottomarino, penetrando nell'immensa colonna e distruggendola. Atena infine sigilla nuovamente lo spirito del dio dei mari all'interno dell'anfora sacra, ponendo fine alla guerra.
La storia di questa parte è simile tra manga e anime, con la differenza che nell'anime Atena viene rapita da Nettuno alla fine di Asgard mentre nel manga la dea si reca volontariamente dal dio per salvare la vita dei Cavalieri di bronzo ricoverati in ospedale da un suo sicario.
Nella battaglia contro il dio dei morti Ade Pegasus si reca al Santuario, ma riceve una fredda accoglienza in quanto Atena aveva ordinato che i cinque Cavalieri di Bronzo non dovessero più combattere mettendo a rischio la loro vita. In seguito alla morte di Atena e alla corsa verso il castello di Ade in Germania, Pegasus riesce a risvegliare l'Ottavo senso per recarsi da vivo nel regno dei morti e portare ad Atena la sua armatura divina. Dopo avere sconfitto lo Specter Caronte sulle rive del fiume Acheronte il cavaliere attraversa parte degli Inferi imbattendosi in diversi Specter; dopo lo scontro alla Giudecca, quartier generale di Ade negli Inferi, viene imprigionato nel Cocito per ordine di Pandora. Viene poi liberato dalla prigione di ghiaccio dallo Specter Valentine, che sconfigge dopo un breve ma duro scontro.
Successivamente si riunisce ai suoi compagni davanti al Muro del Pianto, l'immenso muro che divide l'Inferno dall'Elisio, nel quale, grazie al sacrificio dei Cavalieri d'Oro che uniranno il loro cosmo nella freccia d'oro del Sagittario, verrà creata un'enorme breccia, dalla quale Pegasus e i suoi compagni raggiungeranno l'Elisio. Durante il disperato scontro nell'Elisio contro il dio della morte Thanatos la sua armatura diventa un'Armatura Divina grazie al sangue di Atena ricevuto in precedenza e al suo cosmo, che si innalza a un livello immenso; grazie a questi due elementi riesce a sconfiggere Thanatos.
Durante lo scontro finale alla tomba di Ade contro il Re degli Inferi si viene a sapere che Pegasus forse è la reincarnazione del cavaliere che nei tempi del mito ferì il dio; Pegasus, per aiutare Atena, riesce a colpire il dio dell'oltretomba, ma viene trafitto al petto dalla spada del nemico, e ciò all'apparenza ne causa la morte. In seguito a questo sacrificio Atena e i cavalieri rimasti uniranno il loro cosmo nello scettro di Nike e uccideranno Ade in maniera definitiva, salvando così l'intera umanità dall'Eterna Eclisse generata dal dio.

### Saint Seiya - Next Dimension - Myth of Hades
In quest'opera (seguito canonico dell'opera originale anni 80) si viene a sapere che Pegasus non è morto, ma si trova in stato di coma. Atena, insieme a Andromeda e Phoenix, si reca nel XVIII secolo (al periodo della precedente guerra sacra contro Ade) attraversando il portale del tempo del dio Chronos, situato sull'Olimpo, per salvare il Saint nel presente, dalla maledizione della spada del Dio dei morti, che continua pian piano a ucciderlo: gli rimangono infatti solo tre giorni di vita; Pegasus, in stato vegetativo e su una sedia a rotelle, subisce l'attacco dell'angelo Touma, inviato dal comandante delle Guardiane Lunari Callisto, ma viene salvato dall'intervento di Castalia e Cristal. La sua anima appare a Andromeda nella Yomotsu Hirasaka, il limbo in cui si trova la strada che conduce nel regno dei morti. Anche Shijima della Vergine spinto insieme a Atena dal Labirinto degli Dei in una breccia spazio-temporale, vede Seiya nel futuro il quale nota la sua maledizione della spada del dio Ade. Pegasus viene riconosciuto come futuro Gold Saint del Sagittario, successore di Micene del Sagittario...

### Saint Seiya Omega
In Saint Seiya Ω (seguito non canonico dell'anime classico) Pegasus è diventato uno dei dodici Gold Saint, precisamente quello della costellazione del Sagittario, diventando Seiya del Sagittario (Sagittarius no Seiya). Per proteggere Atena e il piccolo Kouga, che vengono attaccati dal potente Mars al Santuario, si scontra con lui, scomparendo misteriosamente. Si viene a sapere poi, che Pegasus era stato imprigionato su Marte insieme ad Atena, ma poi liberato dalla nuova generazione di Saint, si scontrerà contro il dio Apsu (il vero nemico di questa serie) e insieme a Kouga riuscirà a salvare Atena e la Terra.
Nella seconda serie di Omega, Pegasus insieme ad Atena e gli altri saint, affrontano la dea Pallas, una dea ex amica di infanzia di Atena.
Nel finale insieme agl'altri Bronze Saint della nuova epoca, acquisisce il "Senso Omega", diventando uno dei Saint più potenti di ogni tempo, e si scontra poi contro Saturn, il dio supremo del tempo (chiamato anche il Dio degli Dei).

## Armatura
L'armatura di Pegasus si è da sempre trovata in Grecia. Non presenta particolari caratteristiche in quanto non ha doti uniche come le armature (o Cloth) della Fenice, del Drago o Andromeda. L'armatura nel manga viene indossata e tolta manualmente, pezzo per pezzo, mentre nell'anime si aggancia al corpo di Pegasus automaticamente.
Nel manga l'armatura si presenta sempre monocromatica di colore azzurro-bianco, simile all'armatura del Cigno, nell'anime invece presenta principalmente una colorazione bianca, con bordature rosse e decorazioni gialle e nere. In seguito nelle versioni successive si perdono i bordi rossi, rimangono però le parti gialle e gli occhi rossi del cavallo alato Pegaso sul diadema.

### Prima armatura

#### Prima versione
La prima armatura di Pegaso nel manga è composta da pochissimi pezzi e, proprio per questo, viene abbandonata quasi subito dall'autore. L'armatura è composta da un elmo a diadema, da ginocchiere molto piccole e rotonde, da un cinturino corto che lascia scoperto il bacino, da coprispalla corti così come i bracciali e non possiede gli schinieri. La particolarità di questa armatura è la presenza di uno scudo nel bracciale di destra, caratteristica non presente nella serie animata. Dopo lo scontro con Sirio, l'armatura viene danneggiata notevolmente e affidata alle cure di Mur, il quale riesce a ripararla grazie al sangue dello stesso Sirio. Nell'anime, l'armatura è diversa da quella del manga. Tra le varie differenze, l'elmo è a casco, i bracciali sono privi dello scudo che non viene mai utilizzato dal personaggio.
Nel manga di Lost Canvas la prima versione dell'armatura di Pegasus è differente (è non viene mai data la spiegazione del perché sia differente), ma torna a essere la versione indossata da Pegasus al termine del tomo 14 di Lost Canvas Extra.

#### Seconda versione
Dopo essere stata riparata da Mur, l'armatura viene trasformata quasi del tutto. I cambiamenti più visibili sono la presenza di ali che, a differenza della prima versione, si piegano e rientrano sullo schienale rimanendo però ancora inutilizzabili, la presenza dello scudo sul braccio sinistro (che però non viene quasi mai utilizzato), la presenza degli schinieri, una maggiore resistenza all'armatura, ma soprattutto una migliore autorigenerazione.
Nell'anime, invece, l'Armatura rimane esteticamente uguale anche se aumenta in resistenza come si vede nello scontro con Damian, nel quale l'armatura riesce a ripararsi da sola dopo poco tempo, nonostante i danni.

#### Terza versione
Prima dello scontro alle dodici case, Mur decide di modificare l'armatura in modo da renderla più resistente agli attacchi dei cavalieri d'oro; i cambiamenti sono minori, ma l'armatura, una volta ultimata, risulta meno massiccia, molto più elegante e più resistente.
Nell'anime, rimane praticamente identica alle prime due versioni.

### Seconda armatura
Alla fine della battaglia alle 12 Case l'Armatura di Pegaso è forse quella che subisce più cambiamenti tra le 5 dei Cavalieri di Bronzo grazie al sangue donato da Ioria. A differenza della versione precedente, nel manga la seconda armatura è pressoché identica al quella dell'anime durante le saghe di Asgard e di Nettuno, eccetto per alcuni dettagli. La caratteristica più importante di questa armatura è la capacità di diventare d'oro, quando il cosmo di Pegasus raggiunge il settimo senso, ma nonostante ciò risulta essere sempre inferiore, in resistenza, alle armature dei cavalieri d'oro. Nell'adattamento italiano dell'anime l'armatura viene denominata Pegasus di Fuoco.

### Terza armatura
Nel corso della battaglia con Nettuno l'armatura subisce pesanti danni, che nella serie di Ade verranno cancellati dalla nuova forma assunta grazie al sangue di Atena, con il quale risveglia anche le ali della propria armatura. Non ha grandi differenze con la seconda armatura, eccetto per il colore argento tendente al blu.
La corazza compare anche negli spin-off dedicati alla serie originale, presentando a volte delle differenze rispetto all'armatura dell'anime classico:
- nel manga Next Dimension identica al manga classico e ha un colore tendente al blu, con qualche riflesso bianco.
- nel manga Episode G, nel numero 13, è praticamente identica a quella classica.
- nel manga Lost Canvas è identica a quella del manga classico, tranne per le ali, molto più piccole e ripiegate.

### Quarta armatura
Alla fine del quinto OAV Le porte del paradiso è presente una breve scena dopo i titoli di coda in cui Pegasus indossa un'ulteriore tipologia di armatura più potente della precedente, ma si ignora se sia canonica oppure no.

### Armatura Divina
In seguito, la terza armatura si muta in una Armatura Divina. Essa è dotata di grosse ali che, a differenza delle precedenti versioni, sono ben visibili, e copre gran parte del corpo. L'armatura rimane praticamente identica nell'anime, eccetto per alcune modifiche, come le ali più grandi e i coprispalla più lunghi.
L'armatura divina è la più potente in assoluto, superiore anche alle armature d'oro, ma come viene rivelato in Next Dimension, la sua durata è temporanea, terminato il suo compito ritorna alla sua forma precedente.

### Armatura del Sagittario
Pegasus indossa anche l'armatura del Sagittario, con l'approvazione dello spirito di Sagitter, utilizzandola negli scontri contro Ioria, Nettuno e Thanatos, ma anche nei film non canonici per salvare Atena. Nella serie Omega Pegasus indossa regolarmente la Gold Cloth di Sagitter in quanto promosso a Gold Saint del Sagittario.

## Tecniche
- Pegasus Ryuseiken (ペガサス流星拳?, Pegasus Ryuseiken, lett. Pugno delle meteore di Pegaso o "pioggia di stelle cadenti del pegaso" dal manga e anime originale e Next Dimension, tradotto in Meteore di Pegaso nel flashfoward di Episode G, e "Fulmine di Pegasus" nell'adattamento italiano dell'anime.): si tratta del colpo probabilmente più celebre della serie, essendo anche quello distintivo del personaggio. Pegasus lancia contro l'avversario centinaia di pugni o calci che assumono la forma di sfere luminose, simili a meteore. Inizialmente, i colpi sferrati possono raggiungere solo la velocità del suono, ma successivamente, acquisendo esperienza nelle varie battaglie, Pegasus diventa in grado di lanciare meteore anche alla velocità della luce (circa 300.000 km al secondo). È un attacco con cui Pegasus ferisce o addirittura uccide molti avversari.
- Pegasus Rolling Crush (ペガサスローリングクラッシュ?, Pegasus Rolling Crush) dal manga e anime originale: Pegasus afferra l'avversario da dietro e compie un grande salto seguito da una rotazione in aria, per poi ricadere a terra, schiantandosi al suolo con violenza. È un colpo cruento e utilizzato per la prima volta nella battaglia contro il Cavaliere d'argento Eris. Nell'anime viene talvolta chiamata Spirale di Pegasus.
- Pegasus Suiseiken (ペガサス彗星拳?, Pegasus Suiseiken, lett. Pugno della cometa di Pegaso) dal manga e anime originale: Pegasus unisce tutta la potenza dei suoi pugni in un'unica cometa lucente, che dalla saga dei Cavalieri d'oro in poi viene lanciata anche alla velocità della luce. Questo colpo viene usato per la prima volta nella battaglia contro Eris. Nel manga originale viene descritto come: "una cometa che attraversa il cielo alla velocità della luce"[47]
- Atomic Thunderbolt (アトミック・サンダーボルト?, Atomic Thunder Bolt): tecnica alla velocità della luce simile al Pegasus Ryuseiken, viene utilizzata dal Cavaliere di Atena quando veste l'armatura del Sagittario. Si tratta infatti del colpo segreto di Sagitter, nel doppiaggio italiano tradotto Per il sacro Sagitter. Nell'anime Saint Seiya Ω, Pegasus "eredita" il colpo da Sagitter e lo utilizza dopo essere diventato il nuovo Cavaliere del Sagittario nella seconda stagione[48].
- Cosmic Star Arrow (コズミック・スター・アロー?, kozumikku sutā arō): utilizzando l'arco dell'armatura del Sagittario, Pegasus scaglia contro il nemico una serie di frecce energetiche, seguite da quella d'oro che può perforare qualunque armatura. Questa tecnica è utilizzata esclusivamente in Saint Seiya Ω.

### Altre capacità e qualità
- 7° senso : è il senso che dona il pieno potere del cosmo di un Saint, che diviene potente quanto il cosmo dei 12 Gold Saint. Nel manga viene spiegato che normalmente solo i Gold Saint possiedono il settimo senso, Seiya lo acquisisce la prima volta durante la battaglia alle 12 case dello zodiaco.[49]

- 8° senso (Arayashiki) : nel manga classico viene spiegato che è un senso superiore ai primi sette sensi, superiore anche al settimo senso, è che per acquisirlo bisogna superare il cosmo del settimo senso, cosa che accade molto raramente. L'Ottavo senso dona la capacità a coloro che lo aquisiscono da vivi[50]di entrare da vivi nel regno dei morti, cosa normalmente impossibile agli esseri viventi. Seiya lo acquisisce per entrare nel regno di Hades durante la guerra sacra del ventesimo secolo contro il dio.[51]

- Nel manga classico e anche nell'anime classico, Seiya si dimostra un guerriero incrollabile, più volte ferito gravemente e in fin di vita, si rialza e riprende a combattere con più tenacia e potenza di prima, ciò genera stupore e a volte persino paura in alcuni avversari.

- Nel manga/anime classico Seiya utilizza in alcune occasioni le ali di Pegaso in combattimento.

- Nel manga classico durante il combattimento contro Saga, Seiya perde i 5 sensi, ma in seguito continuerà a combattere, e verrà detto che anche se è privo dei 5 sensi lui vede e ascolta anche meglio di quando aveva i 5 sensi; a quanto pare ciò succede poiché con il suo settimo senso ha sostituito e ampliato anche gli altri sensi.[52]

- Nel manga/anime classico durante il combattimento contro Aldebaran del Toro, Seiya in un'occasione genera con il suo pugno una sfera di luce la quale è un colpo definito Big Bang. Aldebaran del Toro, che bloccherà questo colpo con le mani, dirà che questo colpo di Seiya assomigliava a un Big Bang, e che lo ha generato usando il settimo senso.[53]

- Nel manga/anime classico, Seiya per sconfiggere alcuni avversari molto potenti sfrutterà il cosmo di altri Saint che assorbirà nel suo corpo, rendendolo temporaneamente molto più potente. Per esempio nel manga durante lo scontro finale contro Saga, con l'aiuto del cosmo di molti Bronze Saint, riuscirà ad avere la meglio su Saga, superandolo persino in potenza.[52]

- Seiya in alcune occasioni diventa in grado di vedere e anche evitare i colpi alla velocità della luce. Un esempio è durante il combattimento alla quinta casa dello Zodiaco contro Aiolia del Leone.[54]

- Seiya nel manga/anime classico utilizza le frecce d'oro del Sagittario, come accade nella saga di Poseidone.[55]

- Seiya nel manga classico riesce a superare la velocità della luce. Ciò è accaduto quando egli deve salvare Saori/Atena che era rinchiusa nella grande colonna di Poseidone, per penetrare in essa il ragazzo si proietta come una cometa contro la colonna, e verrà appunto detto che in questa occasione ha superato la velocità della luce.[55]

- Nella serie di Hades, sia nel manga classico che nell'anime, i colpi di Seiya diventeranno molto più potenti persino dei colpi alla velocità della luce. Infatti durante il combattimento contro il dio Tanatos, i colpi alla velocità della luce si dimostreranno del tutto inutili contro il dio. Seiya però ottenuta l'armatura divina riesce a ferire e uccidere Tanatos con i suoi colpi, e verrà detto che egli è molto più potente di prima, quindi ciò significa che i colpi di Seiya sono diventati molto più potenti dei colpi alla velocità della luce.[56]

## Adattamento italiano
Nell'adattamento italiano Pegasus risulta più adulto, sotto il punto di vista del linguaggio e della voce, rispetto alla controparte originale, dove oltre a un linguaggio che a volte risulta persino scurrile rimane un normalissimo ragazzo. Sono possibili molti esempi sulle differenze poiché Pegasus, oltre a possedere una dialettica di altri tempi, ha una vasta conoscenza degli scrittori classici italiani. Si riportano qui sotto, come esempio, due frasi da lui pronunciate.
Episodio 11:
Versione fedele all'originale: «I colpi che ho ricevuto di solito mi avrebbero danneggiato, ma grazie alla Veste ne sono uscito illeso. Questa Veste ha una forza incredibile. Grazie Shiryu! Hai fatto rivivere la veste di Pegasus al prezzo della tua vita e probabilmente il tuo spirito e la tua forza ora sono in essa.»
Adattamento italiano: «È possibile eccome, è tutto merito dell'armatura! Se non l'avessi indossata con uno solo dei tuoi colpi saresti riuscito a uccidermi, ma con l'armatura sono praticamente invulnerabile. Dragone tu hai rischiato la vita per dare a me l'armatura restaurata e ora è come nuova, e sento addirittura che indossandola il tuo spirito guerriero entro mi rugge».
Si tratta di una citazione di Alla sera di Ugo Foscolo (..."spirto guerrier ch'entro mi rugge").
Episodio 73:
Versione fedele all'originale: «Sono le loro voci! Posso percepire chiaramente i loro cosmi che mi chiamano! Sono i miei insostituibili amici nati nella mia stessa epoca, con cui ho condiviso questo nostro tempo, e che hanno combattuto insieme a me, a rischio della vita, per lo stesso scopo! Riconosco chiaramente il loro cosmo, pur avendo perso i miei 5 sensi! Questo è il cosmo supremo, il Settimo Senso!»
Adattamento italiano: «Vi sento talmente vicini, è così strano e insieme inebriante sapersi a tal punto uniti nella lotta, le stelle che agiscono perché la pace trionfi hanno operato il miracolo, cinque amici che hanno sempre creduto nella giustizia sono ora una cosa sola, le stelle uniranno anche le nostre auree cosmiche in un'unica sfavillante costellazione, per la pace... tutti insieme... amici».
Altra caratteristica del personaggio di Pegasus nel doppiaggio storico italiano sono le battute di spirito, inesistenti nel doppiaggio originale. Una di queste è "Ehi, occhietti rossi!", rivolta a Gemini nell'episodio 73 dopo essersi rialzato, prima di unire il suo cosmo con quello dei suoi compagni; nella versione originale tale battuta è solo un semplice "Fermati Saga!".

### Doppiatori italiani

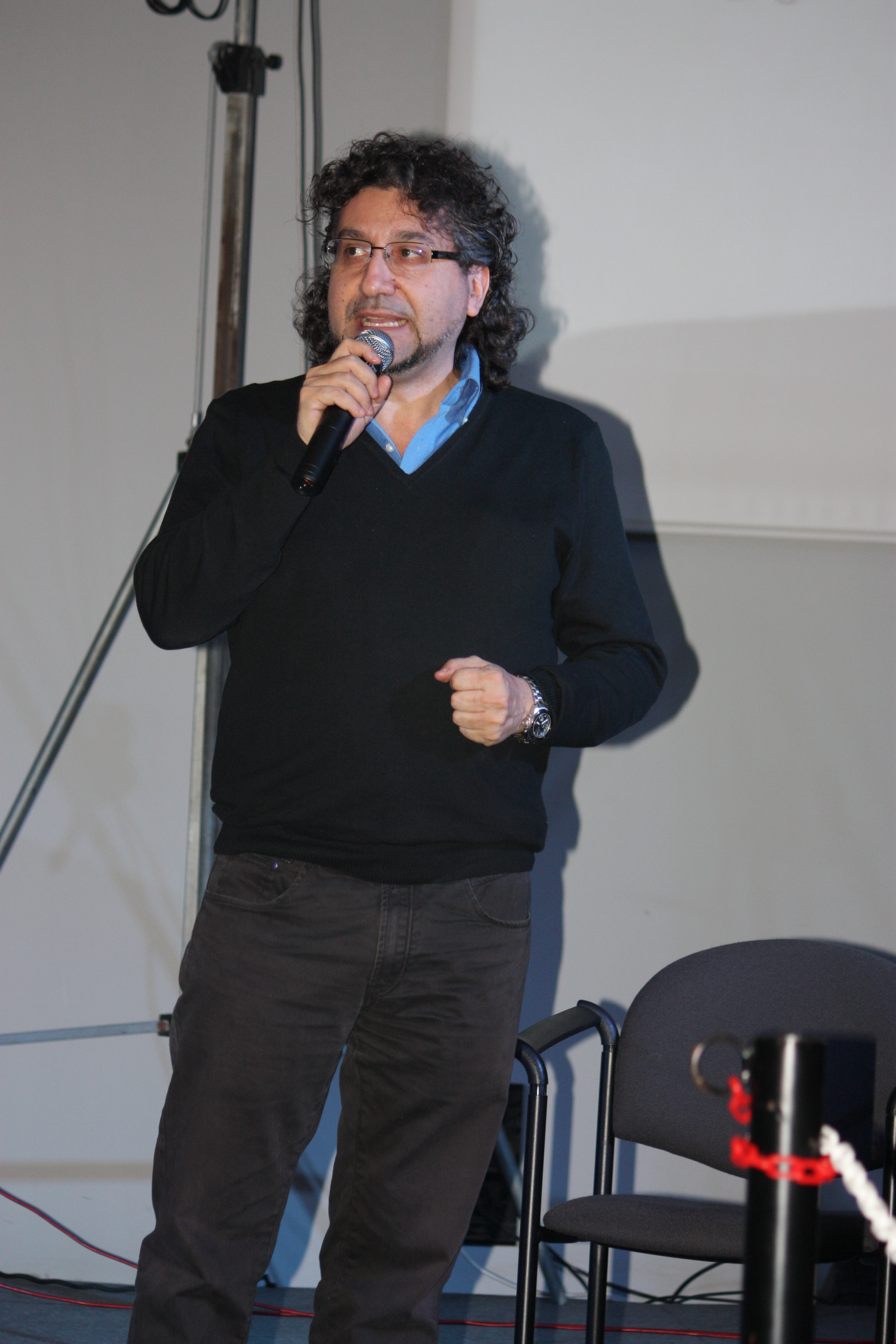
Ivo De Palma nel 2012

Il doppiatore italiano di Pegasus è Ivo De Palma, salvo per la riedizione dei primi quattro film voluto da Dynamic Italia nel 2000 (successivamente inserita anche nei DVD Yamato del 2007) nella quale il personaggio è stato doppiato da Patrizio Prata. Nei vari flashback sulla sua infanzia Pegasus invece è doppiato nella serie televisiva da Anna Bonel (episodi 1-2), Luigi Rosa (episodi 7 e 71), Paolo Torrisi (episodio 25), Davide Garbolino (episodi 36, 40 e 42) e da Felice Invernici (episodio 50)

## Altri media
Pegasus è apparso in tutti i film tratti dalla serie, nelle tavole introduttive del quinto (edite solo in Giappone) nel romanzo I Cavalieri dello zodiaco - Gigantomachia, nella side story "Il grande amore di Atena", nel manga sequel Next Dimension, ha avuto dei camei nei manga Episode G (in quest'ultimo è stato anche protagonista di un Flashforward che riprende la sua battaglia alla quinta casa) e nel CD drama Shonenki del 1997; appare anche nel manga Kurumada Suidoken-Hero of Heros. Nel musical del gruppo SMAP prodotto negli anni '90 è interpretato da Masahiro Nakai. È apparso anche in tutte le serie videogiochi ispirati all'opera, nei due videogiochi dedicati alla serie di Saint Seiya per PlayStation 2 doppiato dal suo storico seiyu Tōru Furuya e nei due videogiochi per PlayStation 3, nel videogioco per PlayStation 4, PC, e anche nei videogiochi J-Stars Victory Vs e Jump Force. È un personaggio anche di numerosi videogiochi per smartphone e cellulari dedicati alla serie. Appare anche in Saint Seiya Ω. Kurumada stesso ha voluto fare un piccolo omaggio a Pegasus e ad altri personaggi della sua opera in B't X difatti quando Teppei raggiunge il cimitero del quinto punto dove affronterrà il Dio della Morte (Dio del Nulla nell'adattamento dell'anime) si vedono sulle lapidi i nomi di alcuni Cavalieri, tra cui quello di "Seiya".
Del personaggio sono stati realizzati molti modellini e myth cloth di vari tipi con indosso tutte le versioni della sua armatura di Pegasus.

### Film
Nei primi quattro film della serie La dea della discordia, L'ardente scontro degli dei, La leggenda dei guerrieri scarlatti, L'ultima battaglia, Pegasus ha il ruolo del guerriero principale che combatte sino allo stremo per salvare la sua Dea.
Nel quinto film, Le porte del paradiso, e nelle tavole manga introduttive a esso (realizzate da Kurumada prima di Next Dimension), Pegasus è ridotto sulla sedia a rotelle e in coma come nel nuovo manga, ma la spada di Ade gli ha solo sigillato il Cosmo e la vicinanza con la sua armatura gli provoca enormi dolori.
In I Cavalieri dello zodiaco: La leggenda del Grande Tempio l'aspetto e il carattere di Pegasus cambiano leggermente: è un giovane teenager spensierato e coraggioso (il regista Keiichi Satō ha affermato di essersi ispirato ai "ragazzi di oggi"); ha sempre la battuta pronta in ogni occasione, tranne quando combatte. La sua armatura consiste in un rivestimento di cuoio rosso sotto la corazza lucente che viene attraversata dal cosmo sotto forma di linee rosse; il diadema diventa un elmo con due ali sulla fronte, con al centro l'effigie di pegaso.

## Accoglienza
Sebbene sia il protagonista della serie Pegasus non è risultato essere un personaggio molto popolare in Giappone; durante un sondaggio effettuato sui lettori Shonen Jump nel 1987 è risultato essere all'ultimo posto per gradimento tra i cinque protagonisti della serie, mentre il suo colpo segreto risulta essere al primo posto. Viceversa, nel sondaggio della Toei Animation su quale fosse il personaggio più amato di Saint Seiya Ω risulta essere al primo posto, sebbene non sia lui il protagonista dell'anime.
Come per altri protagonisti di anime e manga sul personaggio sono stati pubblicati vari articoli di merchandising, come plushes e action figure con le differenti armature (si vedano i vari modellini della serie Myth Cloth), e insieme al suo famoso colpo è stato citato in vari manga come XxxHolic e Bleach.
Varie pubblicazioni su anime e manga hanno sia elogiato che criticato il personaggio di Pegasus. DVDVerdictReview.com lo descrive come un personaggio poco sviluppato, e caratterizzato solo dal suo legame con la propria costellazione protettrice, mentre DVDVisionJapan considera Pegasus un personaggio interessante, e acclama sia il doppiatore originale Toru Furuya che Illich Guardiola (doppiatore americano del Cavaliere) per l'emozione e la passione che mettono nel personaggio. Secondo i lettori di Anime News Network hanno invece trovato il doppiatore statunitense non adatto al personaggio, sostenendo che annunci parole strane in modo niente affatto eroico. Altre critiche sono state mosse al fatto che Pegasus sia "sfavorito" nella maggior parte dei combattimenti.
Kurumada stesso ha anche dedicato al personaggio un negozio (il Seiya Club), da lui aperto nel 1996.